# Main basse sur la langue
Main basse sur la langue : idéologie et interventionnisme linguistique au Québec est une étude sociolinguistique écrite par le linguiste Lionel Meney. Le livre est une critique des théories linguistiques endogénistes québécoises et d'un certain nombre d'ouvrages écrits dans cette optique. Il se compose de quatre parties.

## Première partie
La première partie décrit le cadre géopolitique et linguistique québécois.
- Le chapitre I est consacré au cadre géopolitique, économique et social du Québec francophone au sein de l’Amérique du Nord anglophone.
- Le chapitre II, au cadre démolinguistique, qui révèle une minorisation de plus en plus grande des francophones au sein du Canada.
- Le chapitre III, au poids démographique, économique et linguistique du Québec dans son environnement anglophone immédiat et dans la Francophonie.
- Le chapitre V présente une description des anglicismes en français québécois.
- Le chapitre VI développe l’idée selon laquelle le marché linguistique québécois se caractérise par une situation non seulement de bilinguisme anglais-français, mais aussi de diglossie français vernaculaire québécois-français standard international et montre que le français standard international a fait des progrès au cours des dernières décennies par rapport au français vernaculaire québécois.
- Le chapitre VII étudie la concurrence des termes locaux (québécois) et français internationaux sur le marché linguistique québécois. Ce chapitre contient une critique du livre de Marie-Éva De Villers, Le vif désir de durer [1]

## Seconde partie
La seconde partie décrit certaines représentations linguistiques au Québec. 
- Le chapitre VIII analyse certains traits caractéristiques de l’identité ou des identités québécoises.
- Le chapitre IX étudie l’ambivalence de bien des Québécois, que ce soit dans le domaine politique, hésitant entre souverainisme et fédéralisme, privilégiant au fond d’eux-mêmes « un Québec indépendant dans un Canada uni », ou dans le domaine linguistique, hésitant entre la valorisation d’un « français québécois standard » ou l’adoption d’un « français standard international ».
- Le chapitre X montre que le choix idéal des Québécois dans le domaine de la langue est peut-être « un français québécois indépendant dans un français international uni », même si un sondage [2] démontre la préférence des Québécois pour le français standard international comme langue d’enseignement.
- Le chapitre XI décrit « les griefs et les ressentiments » de certains Québécois vis-à-vis de la France et des Français.
- Le chapitre XII décrypte l’image du « maudit Français », révélatrice des griefs et des ressentiments de certains Québécois vis-à-vis des citoyens de l’ancienne métropole.

## Troisième partie
Le troisième partie est une critique des théories endogénistes.
- Le chapitre XIII est consacré au débat récurrent au Québec sur la « qualité de la langue » avec, en arrière-plan, un débat sur le choix d’une norme linguistique.
- Le chapitre XIV est une critique de certains organismes officiels comme l’Office québécois de la langue française à la recherche de critères objectifs afin d’épurer le vocabulaire québécois, en particulier de ses anglicismes. Une recherche vaine et pleine de contradictions insurmontables aux yeux de l’auteur.
- Le chapitre XV est une critique du rapport Larose [3], vu comme le point de rencontre d’un certain nationalisme politique et de l’endogénisme linguistique, représentant une facette du nationalisme.
- Le chapitre XVI analyse la (mauvaise) qualité de la langue du rapport Larose, pourtant préconisant lui-même des actions d’envergure pour améliorer la qualité de la langue non seulement dans l’administration publique, mais aussi dans l’enseignement, dans les médias, etc.
- Le chapitre XVII analyse la manière dont on crée artificiellement une norme québécoise.
- Le chapitre XVIII est une critique de la langue de deux des principaux promoteurs d’un « français québécois standard », langue non exempte de reproches aux yeux de l’auteur.

## Quatrième partie
La quatrième partie est consacrée à l’étude de trois productions lexicographiques endogénistes.
- Le chapitre XIX est une analyse critique du Dictionnaire québécois d’aujourd’hui [4]
- Le chapitre XX, une analyse critique du Dictionnaire historique du français québécois[5].
- Le chapitre XXI, une analyse critique du Grand Dictionnaire terminologique [6] de l’Office québécois de la langue française.

Dans  la conclusion, l’auteur fait une série de propositions dans le but de faire avancer le débat en proposant de dépasser l’antagonisme entre les partisans d’une norme nationale - les endogénistes - et les partisans d’une norme internationale par la reconnaissance de la situation de diglossie. Cela permettrait, selon lui, d’accorder toute leur place, chacun à la sienne, aux deux dialectes français qui coexistent et se font concurrence sur le marché linguistique québécois, le français vernaculaire québécois et le français standard international.

## Distinction
Main basse sur la langue a été finaliste du prix Victor Barbeau de l’Académie des lettres du Québec (2011).